# 자다현

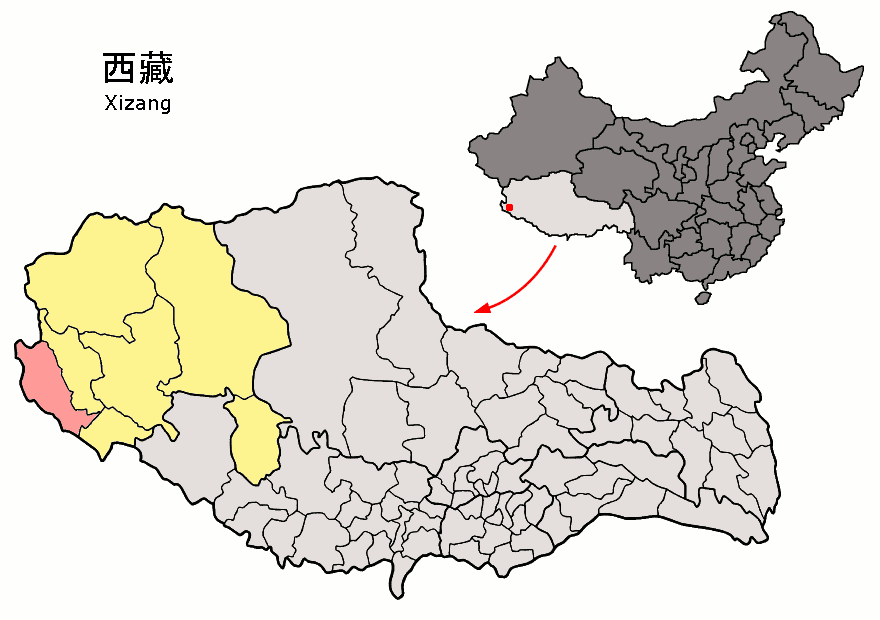
찬다 현의 위치

자다현(티베트어: རྩ་མདའ་རྫོང་ 짬다 종, 중국어: 札达县, 병음: Zhádá Xiàn)은 티베트 자치구 아리 지구의 현급 행정구역이다. 넓이는 24580km2이고, 인구는 2007년 기준으로 10,000명이다.

## 기후
연평균 기온은 2°C, 연평균 강수량은 100~170mm이다.

## 행정 구역
1개 진, 5개 향을 관할한다.
- 진: 托林镇.
- 향: 萨让乡, 达巴乡, 底雅乡, 香孜乡, 曲松乡.